# Arkera(K), Yadgir
Arkera(K) là một làng thuộc tehsil Yadgir, huyện Gulbarga, bang Karnataka, Ấn Độ.